# MAGIC SUPER BEST
『MAGIC SUPER BEST』（マジック・スーパー・ベスト）はMAGIC4枚目のベスト・アルバム。2006年8月23日にメルダックから発売。

## 内容
解散後初のMAGICのアルバムは、上澤津孝がプロデュース・選曲を行った。ブックレットの冒頭、上澤津の当アルバムにおけるライナーノーツを収載。1〜11・16は、『MAGIC SINGLES』と同じ。2010年2月3日にBlu-spec CDで再発。

## 収録曲
1. STREET ANGEL（3：55）[1]
作詞：上澤津孝
作曲：久米浩司
編曲：MAGIC
2. ブラッディ・マリーの夜（3：37）[1]
作詞：上澤津孝
作曲：山口憲一
編曲：MAGIC
3. さらば青春の光（3：36）[1]
作詞：すぎやまこうたろう
作曲：山口憲一
編曲：魚海洋司・MAGIC
4. GOLDEN SUMMER（3：07）[1]
作詞：船橋孝樹
作曲：久米浩司・魚海洋司
編曲：魚海洋司・MAGIC
5. 東京バーニング・タウン（2：53）[1]
作詞：船橋孝樹
作曲：山口憲一・久米浩司・魚海洋司
編曲：魚海洋司・MAGIC
6. 天使のジェラシー（3：54）[1]
作詞：船橋孝樹
作曲：久米浩司・魚海洋司
編曲：魚海洋司・MAGIC
7. マリアのように抱きしめてくれ（2：50）[1]
作詞：上澤津孝
作曲：山口憲一・久米浩司
編曲：MAGIC
8. あの夏が聴こえてくる（4：45）[1]
作詞：小田佳奈子
作曲・編曲：織田哲郎
9. Summer Rose（4：15）[1]
作詞：松井五郎
作曲・編曲：魚海洋司
10. パステルカラーに染めてくれ（4：17）[1]
作詞：上澤津孝・松井五郎
作曲・編曲：織田哲郎
11. STAND UP, BOY（3：20）[1]
作詞：竜真知子
作曲・編曲：NOBODY
12. 自転車（3：31）[1]
作詞：上澤津孝
作曲：山口憲一
編曲：MAGIC
13. Still…（4：05）[1]
作詞：上澤津孝
作曲：山口憲一
編曲：MAGIC
14. クロスロード（3：17）[1]
作詞：船橋孝樹
作曲：山口憲一
編曲：魚海洋司・MAGIC
15. 夜を駆ける（5：01）[1]
作詞：松井五郎
作曲：上澤津孝
編曲：織田哲郎
16. MAGIC〜俺たちのGlory Days〜（6：11）[1]
作詞・作曲：上澤津孝
編曲：織田哲郎